# S-Adenosylmetionin

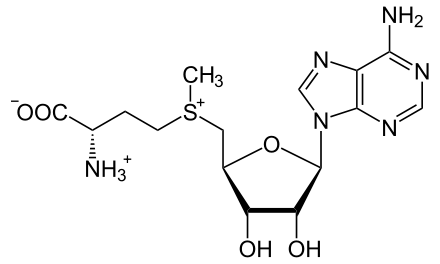
Strukturformel.

S-Adenosylmetionin eller S-adenosyl-L-metionin, förkortat SAMe alternativt SAM, är en kemisk förening som är ett vanligt kosubstrat som deltar i flera enzymkontrollerade metyleringsprocesser. Det förekommer hos alla levande organismer och över 40 reaktioner i cellerna kräver SAM som kosubstrat.
Biosyntes av SAM sker under katalys av metioninadenosyltransferas (S-adenosinmetioninsyntetas) enligt:
metionin + ATP + H2O → S-adenosylmetionin + Pi + PPi
Metylgruppen på metioninets tiolgrupp är kemiskt reaktiv, och kan lätt överföras till andra ämnen under bildning av S-adenosylhomocystein (SAH):
X + S-adenosylmetionin → X-CH3 + S-adenosylhomocystein
SAM återbildas från SAH via homocystein och metionin i S-adenosylmetionincykeln (se figur nedan).
|                          |
| S-adenosylmetionincykeln |

Strukturen hos "aktivt metionin" (det vill säga S-adenosylmetionin) beskrevs av den italiensk-amerikanske biokemisten och farmakologen Giulio Cantoni 1952.